# Katolicki Komitet Wyborczy "Ojczyzna"
Het Katholiek Kiescomité "Vaderland" (Pools: Katolicki Komitet Wyborczy „Ojczyzna”) was een rechtse coalitie van partijen die deelnam aan de Poolse parlementsverkiezingen van 1993. Ze bestond uit de volgende vijf partijen, die allemaal uit Solidariteit waren voortgekomen:
- Christelijk-Nationale Unie (ZChN)
- Christelijke Volkspartij (SLCh)
- Partij van Christen-Democraten (PChD)
- Conservatieve Partij (PK)
- Federatie van Poolse Ondernemers, in 1990 opgericht als Christelijke Partij van de Arbeid (Chrześcijańska Partia Pracy)

De coalitie behaalde 878.445 (= 6,37%) van de stemmen, maar verdween desondanks vanwege de kiesdrempel van 8% voor verkiezingscoalities uit het Poolse parlement.